# Anonchus monohystera
Anonchus monohystera är en rundmaskart som beskrevs av Nathan Augustus Cobb 1913. Anonchus monohystera ingår i släktet Anonchus och familjen Leptolaimidae. Inga underarter finns listade i Catalogue of Life.